# آتش‌چشم
آتش‌چشم (نام علمی: Pyriglena) نام یک سرده از خانواده مورچه‌مرغان است.
این جنس سه گونه دارد:
- آتش‌چشم پشت‌چتری (Pyriglena atra)
- آتش‌چشم پشت‌سفید (Pyriglena leuconota)
- آتش‌چشم شانه‌سفید (Pyriglena leucoptera)